# Киров (дирижабль)
Дирижа́бль «Ки́ров» (англ. Kirov Airship) — советский дирижабль из серии игр Command & Conquer: Red Alert.

## Характеристика
Дирижабль «Киров», не имеющий аналогов в мире, символизирует всю советскую военную мощь, огромные размеры, силу, стойкость и, можно сказать, склонность к излишествам. Этот дирижабль, названный в честь своего первого запуска над Кировской областью, был создан специально для военных действий. Жёсткий, прочный каркас и оболочка делают массивное судно практически неразрушимым, а его огромный грузовой отсек вмещает тысячи бронебойных бомб, в то время как мощная двигательная установка и манёвровые пропеллеры удерживают его в воздухе. В отличие от некоторых других, более традиционных советских войск, ни на разработку, ни на производство дирижаблей Советский Союз не жалел средств.
Учитывая его роль тяжёлого бомбардировщика, единственным реальным недостатком «Кирова» является бесспорная нехватка скорости — проблема, которая частично компенсируется роскошными жилыми помещениями «Кирова» и его прекрасными панорамными смотровыми окнами, которые позволяют престижным пилотам-бомбардировщикам хорошо проводить время, в то время как их дирижабль летит на уничтожение указанных целей.
«Кировы» способны выдерживать большую часть противовоздушного огня, в том числе атаки вражеских истребителей. Однако у «Кирова» нет средств нанести ответный удар по вражеской авиации, поэтому СССР, как правило, на всякий случай отправляет собственные истребители (в Red Alert 3 и Red Alert 3: Uprising) сопровождения для присмотра за каждым дирижаблем. Кроме того, Krasna Aerospace оснастила модели «Киров» специальными топливными форсунками, которые обеспечивают дирижаблю значительный прирост скорости, хотя данная возможность используется редко из соображений безопасности (впервые это было продемонстрировано в Red Alert 3). Естественно, основную опасность для «Кирова» представляют враги. Даже у такого гигантского корабля достаточно боевой нагрузки, чтобы превратить в руины целую военную базу или уничтожить бронетанковую дивизию противника.
Дирижаблями «Киров» управляют только самые титулованные советские офицеры с многолетней хорошей политической репутацией, которые наслаждаются отличными условиями размещения и изысканной едой в жилых помещениях «Кирова» площадью 200 м². Тем не менее, существует множество историй о безжалостности лётчиков-бомбардировщиков «Кирова», которые, если верить психологическому исследованиям, так хотят боя, что, будучи лишёнными его, начинают использовать бомбы по своему усмотрению для уничтожения мирных целей.

## Появления в играх
Command & Conquer: Red Alert 2 (2000)
В кампании Альянса они встречались только в последней миссии «Хроношторм», где они пытались уничтожить силы Альянса.
В кампании СССР дирижабли впервые были доступны в миссии «Красная революция», где они появляются как в качестве основного авиационного подразделения командира-игрока, так и основного авиационного подразделения телепата Юрия. Также появляются в миссии «Хроношторм» после захвата командиром местного аэропорта на Аляске.
Command & Conquer: Yuri’s Revenge (2001)
Дирижабли «Киров» также появляются в аддоне Yuri’s Revenge.
Command & Conquer: Red Alert 3 (2008)
После устранения Альберта Эйнштейна в 1927 году дирижабли «Киров» были модифицированы и получили несколько менее сильное бронирование, чем их предшественники, но всё же могли выдерживать большие повреждения. Кроме того, они были немного быстрее, и им не нужно было подниматься над зданиями ещё выше, чтобы быть в позиции для бомбардировки.
Command & Conquer: Red Alert (2009)
В видеоигре Command & Conquer: Red Alert, предназначенной для iOS, показано, что Советский Союз представил новый дизайн своего дирижабля «Киров». Он был по-прежнему мощным, но всё ещё уязвимым для противовоздушной обороны.
Command & Conquer: Red Alert 3 — Uprising (2009)
Дирижабли «Киров» также появляются в Red Alert 3 — Uprising.

## Особенности
- Высокая цена. В игре дирижабли «Киров» являются новыми и пользуются большим спросом, поэтому их не хватает. Хотя всё большее число советских авиабаз получает право производить эти дирижабли на месте, этот процесс требует много времени и денег.
- Неограниченное количество бомб. Несмотря на огромные размеры «Кирова», он вмещает лишь небольшое количество людей. Хотя дирижабль предположительно может перевозить сотни пассажиров, вместо этого он вмещает тысячи «безлимитных» бомб. Этого более чем достаточно для любого сражения.
- Взрывной потенциал. Хотя, согласно официальным данным, ни один «Киров» якобы никогда не был сбит, физики предполагают, что летучие химические соединения и огромное количество бомб, содержащиеся в этих кораблях, вероятно, вызовут катастрофический взрыв в случае падения дирижабля[1].

Для Red Alert 3 и Red Alert 3: Uprising присущи следующие способности «Кирова»:
- Пропеллеры. Благодаря пропеллерам «Киров» может медленно и устойчиво передвигаться по карте, не подвергая при этом риску целостность корпуса в процессе использования пропеллеров[3].
- Ускорение. Пилоты «Кирова» имеют доступ к особому химическому составу, который при попадании в блок двигателя заставляет дирижабль развивать максимальную скорость, превышающую обычную. Недостаток, однако, состоит в том, что состав токсичен и медленно разъедает «Киров» изнутри[1]. Скорость «Кирова» увеличивается примерно в два раза по сравнению с обычной, при этом он получает 200 единиц урона в секунду[3].

## В культуре
- Дирижабль «Киров» известен своей фразой Kirov reporting! («Киров на связи!» или «Киров докладывает!»)[4][5].
- В январе 2021 года в Антарктиде был установлен указатель на город Киров в виде дирижабля «Киров»[6].
- В июне 2021 года сатирическое издание «Панорама» опубликовало пародию на новость о том, что первый военный дирижабль «Сергей Киров» якобы был принят на вооружение российской армии[7].

## Оценки
Обозреватель игрового журнала «Игромания» Антон Логвинов в руководстве по Red Alert 2 отмечает, что «Киров» — «дорогой, крайне мощный, бронированный и вместе с тем очень медленный юнит. Если враг просчитается с воздушной обороной, то вскоре об этом очень пожалеет. <…> Пара Kirov Airship, парящих на подступах к базе и постоянно бросающих бомбы, могут быстро заработать себе третий уровень (звание)».
В руководстве по Red Alert 3 другой обозреватель «Игромании» Ричард Псмит пишет следующее: «Одна из самых знаменитых новинок RA3: огромный дирижабль-бомбардировщик с оскалённой мордой, нарисованной на переднем конце баллона. Оружие у него могучее, но ползёт дирижабль по небу, как улитка; можно его ускорить, однако в этом случае он будет постоянно терять хиты. Как ни странно, этот дирижабль весьма живуч (для аппаратов легче воздуха это, мягко говоря, необычно); однако не уверен, что у Кирова большое будущее в PvP. И до́рог, и лаборатории требует, и так медлителен, что можно успеть найти ему адекватный ответ. Хотя если уж дирижабли прорвались на базу — жертв и особенно разрушений будет много».
Как отмечает обозреватель онлайн-журнала PLAYER ONE Алексей Ермолаев, во втором и третьем Red Alert одной из самых действенных тактик был налёт дирижаблями «Киров». Он пишет, что «20—30 таких летающих крепостей сносили вражескую базу подчистую, ведь для борьбы с ними была нужна очень мощная ПВО, которой игроки, как правило, уделяли мало внимания. Фактически, ни один самолёт в игре не был настолько эффективен, как этот дирижабль-бомбардировщик. Идея, конечно, интересная, но не такая-то уж и правдоподобная». Аргументируя неправдоподобность применения дирижаблей в боевых действиях, Ермолаев далее сравнивает дирижабль «Киров» с его ранними прототипами, применявшимися в Первой мировой войне, и уточняет, что основными причинами остановки разработок и масштабного строительства новых дирижаблей являются пожароопасность, плохая маневренность, прямая зависимость от погоды и низкая скорость.